# Llista de governants d'Algèria
Aquest article inclou una llista dels governants d'Algèria al llarg de la seva història.

## Llista de paixàs (pasha) i deis (dey)
Paixàs (1535-1700):
- Arudj Barba-rossa 1516-1518
- Khair ed-Din Barba-rossa 1518-1520
- Abu al-Abbas Ahmed Belkadi 1520-1525 (no otomà)
- Khair ed-Din Barba-rossa 1525-1546
  - Muhammad Hasan 1535-1543
  - Beshir Pasha 1543-1544
- Hasan I 1544-1552 (fill de Kheir ed Din) (1544-1546 delegat de Barba-rossa)
- Salah Rais 1552-1556
- Hasan II Corso 1556
- Muhammad I Kurdogli 1556-1557 (Mehmed I Tekkelerli)
- Yusuf I 1557
- Yahya Paixà 1557
- Hasan I (segona vegada) 1557-1561
- Ahmed Bostandji 1561 (Ahmed I)
  - Hasan II Corso 1561-1562
- Ahmed Pasha Qabia 1562 (Ahmed II Kabia)
- Hasan I (tercera vegada) 1562-1566
- Muhammad II Paixà 1566-1568 (fill de Salah Rais) 1566-1568
- el-Euldj Ali Paixà l'Apòstata 1568-1571
- Arab Ahmed Paixà 1571-1574 (Ahmed III)
- Kaid Ramdan 1573-1577

Paixes:
- Hasan III 1577-1580
- Djafar Paixà 1580-1582
- Kaid Ramdan 1582 (segona vegada)
- Hasan III (segona vegada) 1582-1584
- Mamí Muhammad III Paixà 1584-1586 (Muhammad III)
- Dalí Ahmed Paixà 1586 (Ahmed IV)
- Hasan III (tercera vegada) 1586-1588
- Dalí Ahmed Paixà 1588-1589 (segona vegada)
- Kader Paixà 1588-1590 (Khizr o Haydar Pasha)
- Hadjdji Shaban Paixà 1590-1594
- Mustafà I Paixà 1594
- Kader Paixà (segona vegada) 1594-1596 (Khizr o Haydar Pasha)
- Mustafà II Paixà 1596-1598
- Hasan IV Paixà Bu Risa 1598-1599
- Dalí Hasan V Paixà 1599-1601
- Sulayman I Paixà 1601-1603
- Kader Paixà (tercera vegada) 1603-1605 (Khizr o Haydar Pasha)
- Mustafà III l'Eunuc 1605-1607 (Köse Mustafa Pasha)
- Redwan Paixà 1607-1610 (Rizvan Pasha)
- Mustafà III l'Eunuc 1610-1613 (Köse Mustafa Pasha) (segona vegada)
- Husayn I Paixà 1614-1616 (o Shaykh Husayn Pasha)
- Mustafà III l'Eunuc 1616 (tercera vegada) (tercera vegada)
- Sulayman II Katanya 1616-1617
- Husayn I Paixà 1617-1619 (o Shaykh Husayn Pasha) (segona vegada)
- Kasan Kaid Kussa 1619-1621 (Sherif Koça)
- Kader Paixà 1621 (quarta vegada)
- Mustafà IV Paixà 1621-1622
- Khusrev Pasha 1622
- Murad Paixà 1622-1626
- Husayn II Pasha Khodja 1626-1629
- Yunus 1629-1630
- Husayn II Pasha Khodja 1630-1634 (segona vegada)
- Yusuf II 1634-1636
- Abu l-Hasan Ali Pasha 1636 - 1638 (Ali II)
- Shaykh Husayn III Paixà 1638 - 1640
- Abu Djamal Yusuf III Paixà 1640 - 1642
- Muhammad IV Brusali Paixà 1642 - 1645 (Mehmed IV Brusali Pasha)
- Ali Biçnin (Bijnin) Pasha 1645 (Ali III Paixà)
- Mahmud Brusali Pasha 1645 - 1647 (¿Muhammad IV Brusali Paixà segona vegada?)
- Yusuf IV Paixà 1647 - 1650
- Muhammad V Paixà 1650 - 1653 (Mehmed V Pasha)
  - Murad Paixà 1651
- Ahmed V Paixà 1653-1655
- Ibrahim Paixà 1655 - 1656
- Ahmed V Paixà 1656 - 1658 (segona vegada) 
  - Buzenak Muhammad 1656-1657 (Muhammad VI)
- Ibrahim Paixà 1658 - 1659 (segona vegada)
- Ismail Paixà 1659

Aghas
- Khalil Agha 1659 - 1660
- Ramadan Agha 1660 - 1661
- Shaban I Agha 1661 - 1665
- Ali I Agha 1665 - 1671

Deys 
- Muhammad I 1671 - 1682
- Hasan I Baba 1682 - 1683
- Hadjdji Husayn I Paixà "Mezzomorto" 1683-1686
- Ibrahim I 1686-1688
- Ahmed Shaban II 1688 - 1694 (Shaban II)
- Mustafà V Paixà 1694
- Umar Paixà 1694-1695
- Hadjdji Ahmed I ibn al-Hadjdji 1695-1698
  - Mussa Paixà 1695-1698
- Baba Hasan II Chavush 1698-1700
  - Umar Paixà (segona vegada) 1699-1700
- Hadjdji Mustafa I 1700-1705 (Mustafà VI)
- Husayn II Khodja 1705-1706
- Muhammad II Bektash 1706 - 1710
- Deli Ibrahim II II 1710
- Ali II Shavush 1710-1718
- Muhammad III ibn Hasan 1718-1724
- Kurd Abdi Paixà 1724-1731
- Ibrahim III ibn Ramdan el Vell 1731-1745
- Kutxuk Ibrahim IV 1745-1748
- Muhammed IV Paixà el Retorçat 1748-1754
- Alí III Paixà 1754-1766
- Muhammad V ibn Othman 1766-1791
- Baba Hasan III 1791-1798
- Mustafà II ibn Ibrahim 1798-1805 (Mustafa VII)
- Ahmed II ibn Alí 1805-1808
- Alí IV ibn Muhammad al-Rasul 1808-1809
- Hadjdji Alí V ibn Khrelil 1809-1815
- Hadjdji Muhammad VI ibn Ali 1815
- Umar ibn Muhammad 1815-1817
- Alí IV Khodja 1817-1818
  - Alí V ibn Ahmed 1817-1818
- Husayn ibn Husayn 1818-1830 (Husayn III)

## Governadors francesos

### Comandants militars
- Louis, comte de Chaisne de Bourmont 1830
- Bertrand, comte Clauzel 1830-1831
- Pierre, baron Berthezène 1831
- René Savary, duc de Rovigo 1831- 1833 (1832-1843 rebel·lió d'Abd el-Kader)
- Théophile, baron Voirol 1833 - 1834

### Governadors generals
- Jean Baptiste, comte Drouet d'Erlon 1834-1835
- Bertrand, comte Clauzel 1835-1837
- Charles-Marie Denys, comte de Damrémont 1837
- Sylvain Charles, comte Valée 1837 - 1840
- Thomas Robert Bugeaud, marquis de la Piconnerie (duc de l'Isly des de 1844) 1841 - 1847
- Louis Juchault de Lamoricière, interí en absència de Bugeaud 1845-1847
- Marie-Alphonse Bedeau, interí en absència de Bugeaud 1847
- Henri Eugène Philippe Louis d'Orléans, duc d'Aumale 1847-1848
- Louis Eugène Cavaignac 1848
- Nicolas Anne Théodule Changarnier 1848
- Viala, baron Charon 1848-1850
- Alphonse Henri, comte d'Hautpoul 1850-1851
- Aimable-Jean-Jacques Pélissier 1851
- Jacques Louis César Alexandre, comte de Randon 1851-1858

### Ministres d'Algèria i les colònies (1858-1860 i 1864) i governadors generals (1860-1864 i 1864-1870)
- Príncep Napoleó Bonaparte 1858-1859 (ministre)
- Prosper, comte de Chasseloup-Laubat 1859-1860 (ministre)
- Aimable-Jean-Jacques Pélissier, duc de Malakoff 1860-1864 (governador general)
- Édouard de Martimprey 1864 (ministre)
- Patrice Maurice de Mac-Mahon 1864 - 1870 (governador general)
- Louis, baron Durrieu (interí) 1870
- Jean Louis Marie Walsin-Esterhazy (interí) 1870
- Charles du Bouzet 1870-1871 (Comissionat extraordinari i prefecte d'Orà)
- Benoît François Romuald Vuillermoz (cap del Comitè de Defensa -Comuna d'Alger- i alcalde d'Alger) 1870-1871
- Alexis Lambert (Comissionat extraordinari i prefecte d'Orà)

### Governadors generals
- Louis Henri, comte de Gueydon 1871-1873
- Antoine Eugène Alfred Chanzy 1873-1879
- Albert Grévy (interí) 1879 - 1881
- Louis Tirman 1881-1891
- Jules Cambon 1891 - 1897
- Louis Lépine 1897-1898
- Édouard Laferrières 1898-1900
- Charles Célestin Jonnart 1900-1901 (interí)
- Paul Révoil 1901-1903
- Maurice Varnier 1903 (interí)
- Charles Célestin Jonnart 1903-1911 (interí segona vegada)
- Charles Lutaud 1911-1918
- Charles Célestin Jonnart 1918-1919 (interí, tercera vegada)
- Jean Baptiste Eugène Abel 1919-1921
- Théodore Steeg 1921-1925
- Henri Dubief 1925 (interí)
- Maurice Viollette 1925-1927
- Pierre Louis Bordes 1917-1930
- Jules Gaston Henri Carde 1930-1935
- Georges Le Beau 1935-1940
- Jean Charles Abrial 1940-1941
- Maxime Weygand 1941
- Yves Charles Chatel 1941-1943
- Marcel Peyrouton 1943
- Georges Catroux 1943-1944
- Yves Chataigneau 1944-1948
- Marcel Edmond Naegelen 1948-1951
- Roger Léonard 1951-1955
- Jacques Émile Soustelle 1955-1956

### Ministres residents
- Georges Catroux 1956
- Robert Lacoste 1956-1958
- André Mutter 1958
- Jacques Massu 1958 (President del Comite de Salvació Publica)

### Delegats generals
- Raoul Albin Louis Salan 1958
- Paul Albert Louis Delouvrier 1958-1960
- Jean Morin 1960-1962
  - Directori (rebel) format per Maurice Challe, André Zeller, Edmond Jouhaud i Raoul-Albin-Louis Salan 1961-1962

### Alt Comissionat
- Christian Fouchet 1962 (Alt Comissionat)

## Autoritats des de la independència

### Administració provisional
- Abderrahmane Farès 1962 (President de l'Executiu Provisional), Front d'Alliberament Nacional (FLN, catala: FAN)
- Ferhat Said Ahmed Abbas 1962 (President de l'Assemblea Nacional Constituent)

### Presidents
- Mohamed Ahmed Ben Bella 1962-1965 (també primer ministre fins a 1963), Front d'Alliberament Nacional (FLN, catala: FAN)
- Houari Boumedienne 1965-1978, Front d'Alliberament Nacional (FLN, catala: FAN) (1965-1976 President del Consell Revolucionari)
- Rabah Bitat 1978-1979 (interí), Front d'Alliberament Nacional (FLN, catala: FAN)
- Chadli Bendjedid 1979-1992, Front d'Alliberament Nacional (FLN, catala: FAN)
- Abdelmalek Benhabyles, 1992, President del Consell Constitucional, Front d'Alliberament Nacional (FLN, catala: FAN)
- Consell d'Estat Suprem 1992-1994 presidit per Ali Kafi (1992) del FLN, Muhammad Boudiaf (1992) del Partit Socialista Revolucionari, i Redha Malek (1992-1994), sense partit
- Liamine Zéroual 1994-1999, sense partit, després Reagrupament Nacional per la Democràcia (Rassemblement national pour la démocratie)
- Abdelaziz Bouteflika, sense partit, antic membre del FLN